# Дмитриево (Нюксенский район)
Дмитриево — деревня в Нюксенском районе Вологодской области.
Входит в состав Нюксенского сельского поселения (с 1 января 2006 года по 8 апреля 2009 года входила в Красавинское сельское поселение), с точки зрения административно-территориального деления — в Дмитриевский сельсовет.
Расстояние до районного центра Нюксеницы по автодороге — 41 км. Ближайшие населённые пункты — Нижнее Осипово, Красавино, Малая Сельменга.
По данным переписи в 2002 году постоянного населения не было.